# Toyota bZ7

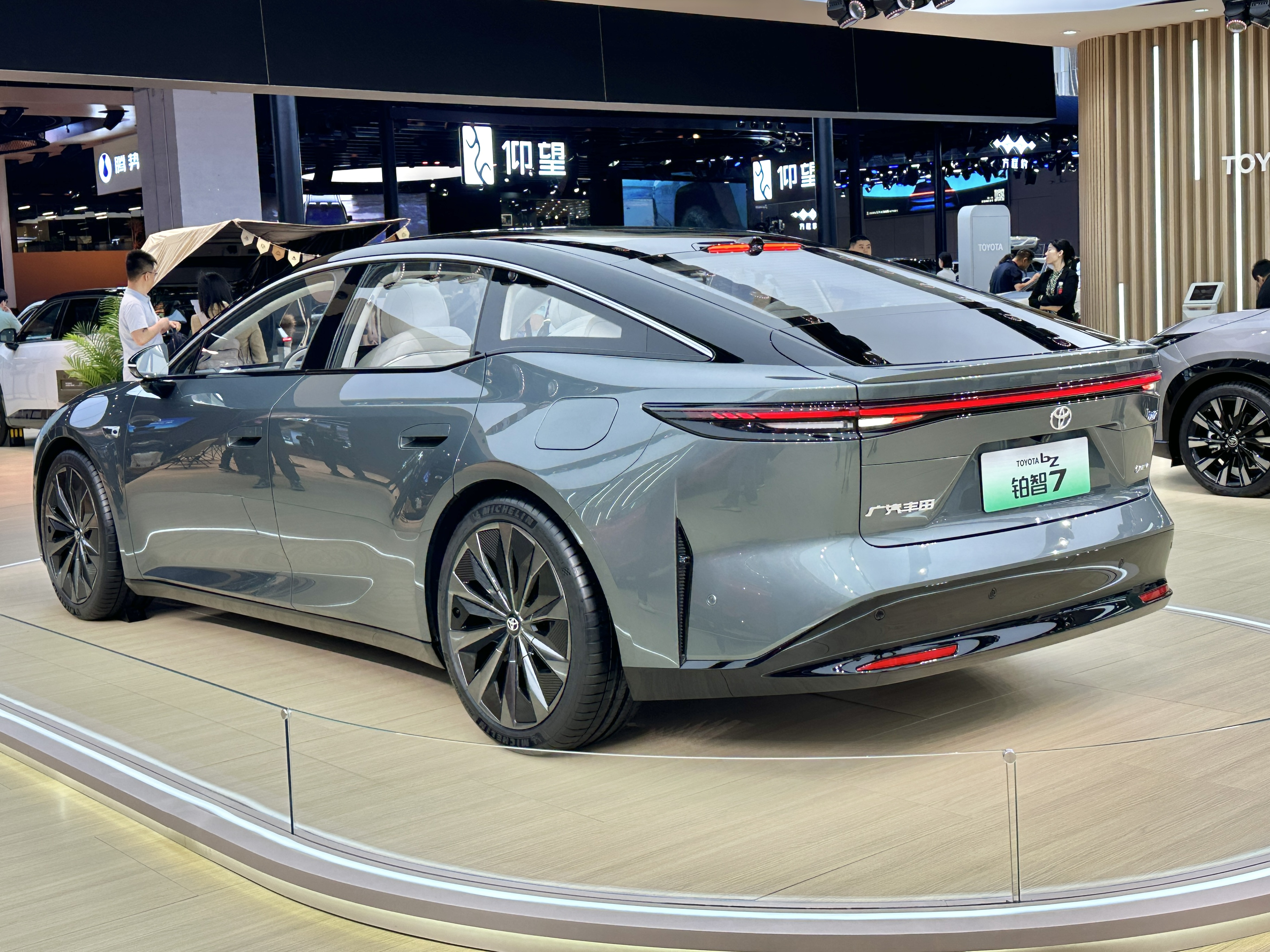
Вид сзади

Toyota bZ7 — полноразмерный электромобиль-седан, выпускаемый с 2025 года совместным предприятием GAC Toyota. Является частью серии bZ. 

## Описание
Toyota bZ7 — второй седан и пятая модель, входящая в серию bZ («beyond Zero»). Как и bZ5, bZ7 разделяет платформу e-TNGA с другими автомобилями bZ.
В 2023 году (до появления bZ7) на автосалоне в Гуанчжоу был представлен концепт-кар bZ Satisfied Space (кит. 舒享空间), разработанный компанией GAC Toyota. Дизайн был разработан в стиле bZ Sport Crossover Concept.
Модель также была показана в 2024 году на Пекинском автосалоне. В ноябре 2024 года на автосалоне в Гуанчжоу была представлена предсерийная версия, получившая название bZ7. Серийная версия bZ7 была представлена в 2025 году на Шанхайском автосалоне.
Toyota bZ7 — первый автомобиль Toyota, оснащённый системой Huawei HarmonyOS.